# Нарве Бонна
Нарве Нільсен Бонна (норв. Narve Nilsen Bonna; 16 січня 1901 року, Ломмедален — 2 березня 1976 року, Ломмедален) — норвезький двоборець, стрибун з трампліна, винахідник та підприємець. Срібний призер зимових Олімпійських ігор у Шамоні.

## Спортивна кар'єра
Нарве Бонна народився у Ломмедалені та виступав за клуб Ломмедален ІЛ. Привернув до себе увагу, коли показав гарні результати на національних турнірах у 1919 та 1920 роках. Перспективного спортсмена відправили на міжнародний турнір у шведському місті Фалун, де він одержав перемогу у змаганні юнаків. У тому ж році Нарве Бонна переміг у юнацькому турнірі на Голменколленському лижному фестивалі. Він ще два рази зміг повторити свій успіх на фалунському турнірі у 1921 та 1922 роках.
Він був одним з кращих норвезьких стрибунів з трампліна свого часу. Через те, що у Норвегії тоді не було окремого турніру зі стрибків, Нарве Бонні доводилося виступати у змаганнях з двоборства. Він показував гарні результати у стрибках, але невдачі у лижних перегонах не дозволяли йому здобувати високі місця. У 1922 році на змаганнях Голменколленського фестиваля Нарве Бонна переміг у стрибковій частині змагань з лижного двоборства на та отримував Жіночий кубок, як кращий стрибун. Але через поганий виступ у перегонах він не потрапив в двадцятку кращих на турнірі. Також на тому турнірі Нерва Бонна встановив новий рекорд Голменколлена у стрибках з трампліна, стрибнувши на 43.5 метра. Однак цей рекорд не протрималася довго, на тому ж турнірі Якоб Туллін Тамс стрибнув на 46 метрів. У тому ж році Нарве Бонна отримав ще один Жіночий кубок за перемогу у стрибках на Чемпіонаті Норвегії з двоборства, який відбувся у місті Євік. У перегонах на тому ж турнірі він виступив край невдало, прийшовши дев'яносто шостим. Тому у підсумковій таблиці чемпіонату він був лише дванадцятим.
На Олімпійських іграх 1924 року в Шамоні Нарве Бонна виступав у стрибках з трампліна. Завоював срібну медаль, на 0.3 бала поступившись співвітчизнику Якобу Тулліну Тамсу.

## Винахідник та підприємець

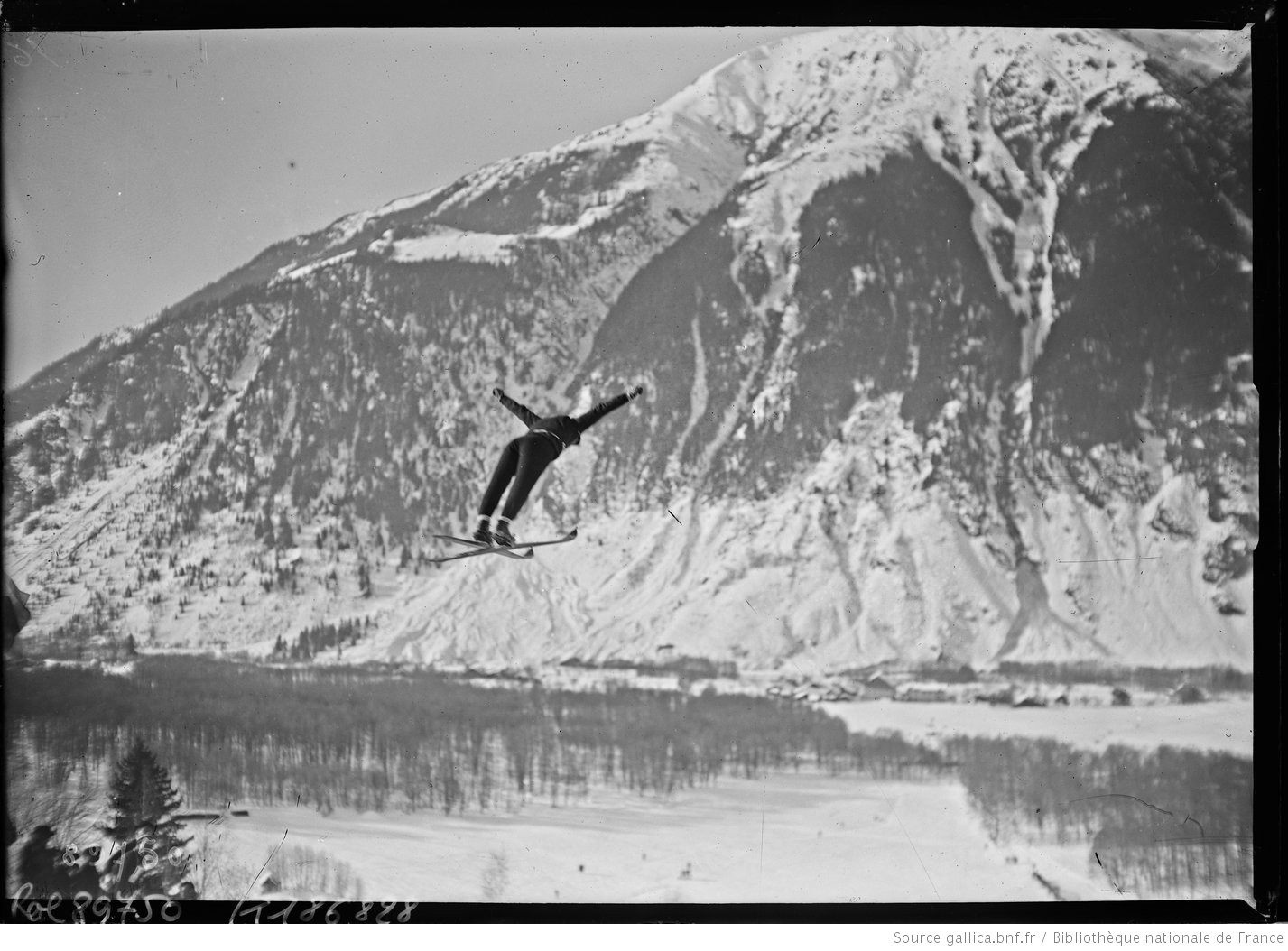
Нарве Бонна під час Олімпіади у Шамоні

Нарве Бонна вперше показав лижі власного виробництва на Фалунському турнірі 1921 року. Це були триметрові лижі з березовою підошвою та верхом із червоного дерева.
Після закінчення спортивної кар'єри, він три роки працював на лижній фабриці Спліткейн де запатентував кілька своїх винаходів. У 1939 році разом з Ерлом Віллоком заснував Ломмендаленську лижну фабрику. Віллок займався фінансовими питаннями, тоді як Бонна займався саме виробництвом. На фабриці були впроваджені технології Бйорна Уллеволдсетера, відомого фахівця з виробництва лиж. З 1959 року фабрика почала випускати лижі під брендом Бонна. У тому ж році фабрика вперше в світі почала випуск лиж із склотекстоліту, але першу пару вдалося продати лише через п'ять років. На той час люди були ще не готові відмовитися від дерев'яних лиж, фабрика повернулася до виробництва склопластикових лиж лише у другій половині 70-х.